# Canoparmelia subtiliacea
Canoparmelia subtiliacea är en lavart som först beskrevs av William Nylander och som fick sitt nu gällande namn av John Alan Elix och Mason Ellsworth Hale. 
Canoparmelia subtiliacea ingår i släktet Canoparmelia och familjen Parmeliaceae.   Inga underarter finns listade i Catalogue of Life.